# 霍恩洛厄-朗根堡的愛麗絲
霍恩洛厄-朗根堡的愛麗絲（德語：Elise zu Hohenlohe-Langenburg，1864年9月4日—1929年3月18日），霍恩洛厄-朗根堡的赫爾曼與巴登的利奧波汀的女兒。

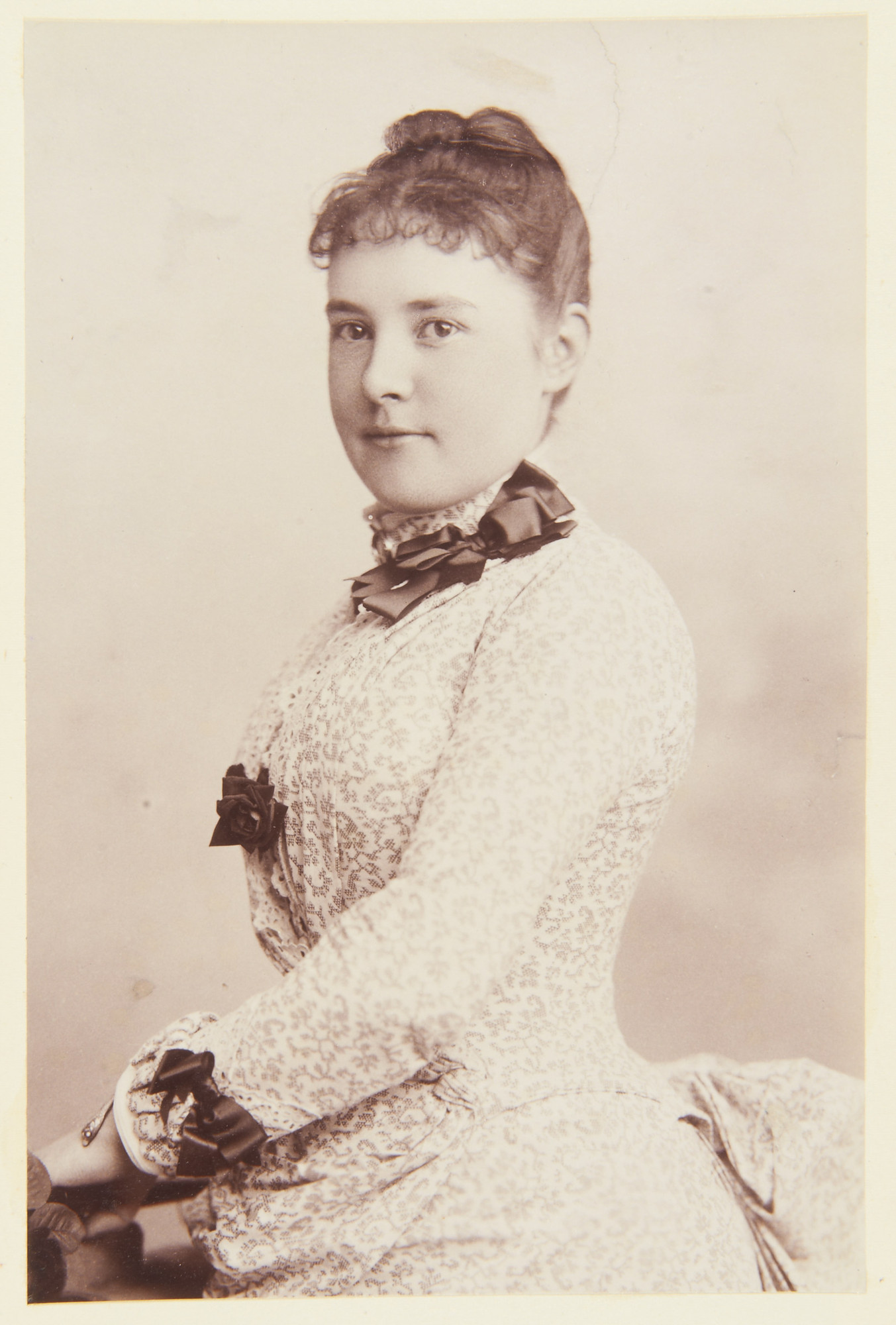

## 家庭
1884年，愛麗絲與羅伊斯幼系的亨利二十七世結婚，兩人共有1子2女：
1. 維多利亞（1889年—1918年）
2. 路易絲（1890年—1951年）
3. 亨利四十五世（1895年—1945年）